# ディーン・オゴーマン
ディーン・ランス・オゴーマン（Dean Lance O'Gorman, 1976年12月1日 - ）は、ニュージーランド出身の俳優・フォトグラファー。

## 生い立ち
ニュージーランドのオークランドで風景画家Lance O'GormanとChristine夫妻の長男として生まれる。弟のブレットも俳優である。アイルランド系である。母方の祖父は第二次世界大戦の落下傘兵であった。

## キャリア
12歳の時に、学校のスピーチコンテストのステージに立っているところをキャスティング・エージェントに発見され、1990年にテレビ映画への出演でキャリアが始まる。1995年の初主演映画『Bonjour Timothy』で、Giffoni Italian Film Festival Awards及びNew Zealand Film &Television Awardsの主演男優賞にノミネートされた。以降、1996年ニュージーランドの長寿ソープオペラ・シリーズ『ショートランド・ストリートShortland Street』をはじめとするニュージーランド国内のTVドラマや映画に出演してキャリアを重ねる。1998年の米人気テレビシリーズ『Young Hercules』ではライアン・ゴズリング演じる若きヘラクレスの相棒Iolausを演じた。TVシリーズ『Serial Killers』での演技によりNew Zealand Screen Awardsの助演男優賞ノミネート。『Kawa』では妻子あるマオリ族の男性との恋に苦悩するChris役でAotearoa Film &Television Awardsのベスト・パフォーマンス賞ノミネート。
2011年5月、降板したロバート・カジンスキーの代わりにピーター・ジャクソン監督による『ホビット』三部作のフィーリ役に決まったことが報じられた。当時、オゴーマンはニュージーランドの人気TVシリーズ『The Almighty Johnsons』の主要キャストであったが、ジャクソンとの話し合いの結果、シリーズの降板はせず、両方の撮影現場を行ったり来たりしたため、大変だったが充実していたと後に語っている。『The Almighty Johnsons』はニュージーランドのTV3で2011年より3シーズンにわたって放映され、のちにアメリカ、アイルランドでも放映された。映画『ホビット』とコラボしたニュージーランド航空の機内安全ビデオ全3作にカメオ出演している。『ホビット 思いがけない冒険』のウェリントン、ニューヨーク、ロンドン・プレミア、『ホビット 竜に奪われた王国』ではLA、ベルリン、チューリッヒのプレミアに登場。『ホビット 決戦のゆくえ』ではLAプレミアのみ登場している。
2014年9月、実在の脚本家ダルトン・トランボの伝記映画『トランボ ハリウッドに最も嫌われた男』にカーク・ダグラス役で出演が決まったことが報じられた。現存する高名なスターを演じるにあたって、オゴーマンはカーク・ダグラスに手紙を書いてアドバイスを求め、ダグラスから返信をもらったと後に明かしている。『トランボ ハリウッドに最も嫌われた男』は2015年9月12日にトロント国際映画祭招待作品として上映され、全米公開は同年11月25日。脇役ながらオゴーマンの演技はいくつかのレビューでよい評価を得ている  。
2015年2月、ニュージーランドのTV One製作による、エドモンド・ヒラリーの生涯を描くミニシリーズ『Hillary』で、ヒラリーの親友George Loweを演じることが報じられた[6]。撮影はニュージーランド及びネパールでロケを行った。ネパール大地震はオゴーマンを含むクルーが撮影を終えインド北部へ移動した直後に発生した 。『Hillary』は2016年8月21日からニュージーランドで全6回のミニシリーズとして放映されたほか、ニュージーランド航空機内上映プログラムにも加えられた。2017年11月30日、この『Hillary』での演技でNZ Television Awards 2017のベストアクター賞を受賞。
2016年3月、1981年のニュージーランド映画『Goodbye Pork Pie』のリブート『Pork Pie』にメインキャストのJon役で出演することが報じられた 。映画は同月よりウエリントンで撮影を開始 。ＮＺ国内にて2017年2月2日公開された。日本では『ワイルド・ドライバー』の邦題で2018年1月13日DVD発売。
フォトグラファーとして、2012年6月にニュージーランドのウェリントンにあるPageBlackie Galleryでベトナム戦争をテーマにした最初の個展を開いた。2015年10月、ドイツ・フランクフルトの画廊Galerie Braubachfiveで第一次大戦をテーマにした写真の個展を開いた。また同月フランクフルトで開催されたB3 BIENNALEにおいてレクチャーを行った。オゴーマンが戦争に対して並々ならぬ関心を抱き始めたきっかけは、10歳の時に両親に連れられてロンドンの帝国戦争博物館へ訪れて以来であり、2017年春から撮影が開始された、NZとカナダ合同製作のインタラクティブ・ドキュメンタリー『Spurred On』では、第一次大戦の激戦地パッシェンデールにNZ兵士の痕跡を追うプロジェクトへの出演へとつながった。2018年4月12日より同年10月31日まで、ウェリントンにあるニュージーランド・ドミニオン博物館 (New Zealand Dominion Museum) 内の、サー・ピーター・ジャクソンが手掛けた『The Great War Exhibition』にて、パッシェンデールの戦いを題材にした写真展覧会を開催。
2017年3月、被写体として写真家サラ・ダンのかねてからのラブコールに応えて、ようやくフォトセッションが実現した。
2016年8月、ハリウッドコレクターズコンベンション10のゲストとして、『ホビット』三部作の兄弟役エイダン・ターナーと共に初来日。8月27日と28日の両日に渡ってファンと交流を行った。

## 私生活
ニュージーランド人のメイキャップ・アーティスト、Sarah Wilsonと長年交際ののち、2016年1月8日に結婚した。2019年5月　娘の Smokie June O'Gormanが誕生した。愛犬はアイリッシュ・ウルフハウンドとスタッフォードシャー・テリアの混血のBatmanで2018年6月死去。

## フィルモグラフィ

### 映画
| 年   | 作品名                                                          | 役名             | 備考       |
| ---- | --------------------------------------------------------------- | ---------------- | ---------- |
| 1990 | The Rogue Stallion                                              | Tony Garrett     | テレビ映画 |
| 1990 | Raider of the South Seas                                        | Bobby Morrison   | テレビ映画 |
| 1995 | Bonjour Timothy                                                 | Timothy Taylor   |            |
| 1996 | Return to Treasure Island                                       | Jim Hawkins      | テレビ映画 |
| 1996 | Siren                                                           | Siren            | 短編映画   |
| 1997 | Doom Runners                                                    | Deek             | ビデオ映画 |
| 1998 | The Chosen                                                      | Andrew Scott     | テレビ映画 |
| 1998 | Young Hercules                                                  | Young Iolaus     | ビデオ映画 |
| 1998 | When Love Comes Along                                           | Mark             |            |
| 1999 | Fearless                                                        | Cliff            | テレビ映画 |
| 2000 | Little Samurai                                                  |                  | 短編映画   |
| 2001 | 正義の行方 BEYOND JUSTICE Lawless: Beyond Justice               | Nat              | テレビ映画 |
| 2001 | Snakeskin                                                       | Johnny           |            |
| 2002 | 猫は、なんでも知っている Toy Love                               | ベン             |            |
| 2004 | Piggy                                                           | Confucius        | 短編映画   |
| 2008 | The Legend of Bloody Mary                                       | Rev. Whittaker   |            |
| 2009 | Sabotage                                                        | Bobby            |            |
| 2010 | Kawa                                                            | Chris            |            |
| 2011 | Tangiwai                                                        | Bert Sutcliffe   | テレビ映画 |
| 2012 | ホビット 思いがけない冒険 The Hobbit: An Unexpected Journey     | フィーリ         |            |
| 2013 | ホビット 竜に奪われた王国 The Hobbit: The Desolation of Smaug   | フィーリ         |            |
| 2014 | ホビット 決戦のゆくえ The Hobbit: The Battle of the Five Armies | フィーリ         |            |
| 2015 | トランボ ハリウッドに最も嫌われた男 Trumbo                      | カーク・ダグラス |            |
| 2017 | ワイルド・ドライバー Pork Pie                                   | Jon Hardy        |            |

### テレビシリーズ
| 年        | 作品名                                      | 役名                         | 備考                                                   |
| --------- | ------------------------------------------- | ---------------------------- | ------------------------------------------------------ |
| 1995-1998 | Hercules: The Legendary Journeys            | Iloran Young Iolaus Ruun     | 計6話出演                                              |
| 1996      | ジーナ Xena: Warrior Princess               | Homer / Orion                | Episode: "Athens City Academy of the Performing Bards" |
| 1996      | ショートランド・ストリート Shortland Street | Nurse Harry Martin           |                                                        |
| 1998      | The Legend of William Tell                  | Darek                        | S1EP12「The Tomb of the Unknown Warrior」              |
| 1998-1999 | Young Hercules                              | Iolaus                       | 計45話出演                                             |
| 1999      | Big Sky                                     | Dean                         | S2EP5「A Family Affair」                               |
| 1999      | Duggan                                      | Fergus MacLllwaine           | S1EP6「Going Overboard」                               |
| 2000      | ジーナ Xena: Warrior Princess               | Wiglaf                       | S6EP9: "Return of the Valkyrie"                        |
| 2001      | All Saints                                  | Evan Coen                    | The Other Side of Perfection (S04E42)                  |
| 2003      | ファースケープ Farscape                     | Zukash                       | 計2話出演                                              |
| 2003      | MDA                                         | Peter Jarman                 | Episodes: "Judgement Day", "St. Crispin's Day"         |
| 2004      | Serial Killers                              | Andrew / Dr. Gilligan        | 計7話出演                                              |
| 2004-2005 | McLeod's Daughters                          | Luke Morgan                  | 計25話出演                                             |
| 2007      | Moonlight                                   | Daniel                       | S1EP1「No Such Thing as Vampires」                     |
| 2007-2008 | Animalia                                    | Tyrannicus Tiger / Herry Hog | 計4話出演                                              |
| 2009      | Legend of the Seeker                        | Carver Dunn                  | S1EP17「Deception」                                    |
| 2009      | Go Girls                                    | Marco                        | Episodes: "Signs and Obstacles", "Do the Right Thing"  |
| 2009      | The Cult                                    | Liam                         | S1EP10                                                 |
| 2011-2013 | The Almighty Johnsons                       | Anders Johnson               | ジョンソン兄弟の次男として計23話出演                   |
| 2016      | Westside2                                   | Evan Lace                    | 全10話中7話出演                                        |
| 2016      | Hillary                                     | George Lowe                  | ミニシリーズ 全6話に出演                               |
| 2017      | Wanted season 2                             | Will                         | オーストラリアのTVシリーズ 全6話中5話出演              |
| 2017      | Westside3                                   | Evan Lace                    | Ep1、Ep3                                               |
| 2019      | The Bad Seed                                | Ford Lampton                 | 全5回のミニシリーズ                                    |

## インタラクティブ・ドキュメンタリー
| 年   | 作品名     | 役名 | 備考                                                 |
| ---- | ---------- | ---- | ---------------------------------------------------- |
| 2017 | Spurred On | 本人 | パッシェンデールの戦いをテーマにしたドキュメンタリー |

## 日本語吹き替え
- 落合弘治 - 『ホビット』(劇場公開版およびDVD、BD版）
- 土田大 - 『トランボ ハリウッドに最も嫌われた男』（スター・チャンネル放映版およびDVD、BD版）